# فرودگاه دونگانون
فرودگاه دونگانون (به انگلیسی: Dungannon Aerodrome) یک فرودگاه همگانی است که یک باند فرود آسفالت دارد و طول باند آن ۵۸۸ متر است. این فرودگاه در کشور کانادا قرار دارد و در ارتفاع ۲۶۵ متری از سطح دریا واقع شده است.